# تيري روبنسون
تيري روبنسون (بالإنجليزية: Terry Robinson)‏ (8 نوفمبر 1929 - ) هو لاعب كرة قدم بريطاني في مركز قلب الدفاع، شارك في الألعاب الأولمبية الصيفية 1956. وشارك مع منتخب بريطانيا العظمى تحت 23 سنة لكرة القدم. أما مع النوادي، فقد لعب مع نادي برينتفورد ونادي بلاكبول ونادي نورثامبتون تاون ومنتخب إنجلترا الوطني لكرة القدم للهواة ‏.

## وصلات خارجية
- تيري روبنسون على موقع قاعدة بيانات كرة القدم.إي يو (الإنجليزية)
- تيري روبنسون على موقع أوليمبيديا (الإنجليزية)